# Cephalobares globiceps
Espèce
Cephalobares globiceps est une espèce d'araignées aranéomorphes de la famille des Theridiidae.

## Distribution
Cette espèce se rencontre au Sri Lanka, en Inde et en Chine.

## Systématique et taxinomie
Cette espèce a été décrite par O. Pickard-Cambridge en 1871.

## Publication originale
- O. Pickard-Cambridge, 1871 : « On some new genera and species of Araneida. » Proceedings of the Zoological Society of London, vol. 1870, p. 728-747 (texte intégral).